# Беконсфилд
Беконсфилд (англ. Beaconsfield) — рыночный город в районе Саут-Бакс, графство Бакингемшир, Англия, Великобритания. Население согласно переписи 2011 года составляет 12 081 человек.
Впервые упоминается в 1185 году. С 1269 года в городе ежегодно 10 мая приводится ярмарка. В 1869 году в городе была построена приходская церковь Святой Марии. По имени этого города Бенджамин Дизраэли получил титул графа Беконсфилда.